# Macracantha arcuata
Macracantha arcuata är en spindelart som först beskrevs av Fabricius 1793.  Macracantha arcuata ingår i släktet Macracantha och familjen hjulspindlar. Inga underarter finns listade i Catalogue of Life.